# استان گوکدو
استان گوکدو (به لاتین: Guéckédou Prefecture) یک منطقهٔ مسکونی در گینه است که در Nzérékoré Region واقع شده‌است. استان گوکدو ۴٬۷۵۰ کیلومتر مربع مساحت و ۲۹۰٬۶۱۱ نفر جمعیت دارد.